# Torpiedo Taganrog
Torpiedo Taganrog (ros. Футбольный клуб «Торпедо» (Таганрог), Futbolnyj Kłub "Torpiedo" (Taganrog)) – rosyjski klub piłkarski, mający siedzibę w mieście Taganrog, w południowo-zachodniej części kraju, działający w latach 1925–2004.

## Historia
Chronologia nazw:
- 1925: Klub im. Artioma Taganrog (ros. «Клуб имени Артёма» (Таганрог))
- 1936: Zienit Taganrog (ros. «Зенит» (Таганрог))
- 1946: Traktor Taganrog (ros. «Трактор» (Таганрог))
- 1953: Torpiedo Taganrog (ros. «Торпедо» (Таганрог))
- 2004: klub rozwiązano

Towarzystwo sportowe Klub im. Artioma zostało założone w miejscowości Taganrog w 1925 roku. Wcześniej w mieście występowała reprezentacja miasta, która w 1921 brała udział w mistrzostwach Ukraińskiej SRR, do której należało miasto (gubernia doniecka do 1924). W 1921 i 1922 Taganrog został mistrzem guberni donieckiej. W 1936 klub przyjął nazwę Zienit Taganrog, a w następnym roku debiutował w rozgrywkach Pucharu ZSRR.
W 1946 klub został przydzielony do finansowania przez miejscowy Zakład Budowy Kombajnów, dlatego został nazwany Traktor Taganrog. Zespół debiutował w Trzeciej Grupie, strefie Północnokaukaskiej Mistrzostw ZSRR, gdzie zajął 3 miejsce. Po roku nieobecności w latach 1948-1949 występował w Drugiej Grupie, strefie Południowej. Następnie występował w rozgrywkach lokalnych. 
W 1953 klub zmienił nazwę na Torpiedo Taganrog, a w 1956 ponownie startował w Klasie B, strefie 1, w której zajął drugie miejsce. W 1963 w wyniku reorganizacji systemu lig ZSRR, trafił do Klasy B, strefy 3, w której występował do 1967. Po dwóch sezonach w II lidze, kolejna reorganizacja w 1970 ponownie opuściła klub do Drugiej Ligi, strefy 3. W 1971 zajął ostatnie 20.miejsce w Drugiej Lidze, strefie 3 i na 3 lata pożegnał się z rozgrywkami profesjonalnymi.
W 1975 ponownie startował w Drugiej Lidze, strefie 3, w której występował do 1991, z wyjątkiem sezonu 1990, kiedy to zmagał się w Drugiej Niższej Lidze.
W Mistrzostwach Rosji klub startował w Pierwszej Lidze, strefie zachodniej, ale po dwóch sezonach spadł do Drugiej Ligi, strefy zachodniej, w której występował do 2000.
W latach 2001–2004 nawet brał udział w rozgrywkach Mistrzostw Rosji spośród drużyn amatorskich. Po zakończeniu sezonu 2004 z przyczyn finansowych został rozwiązany.

## Barwy klubowe, strój
|  |  |

Klub ma barwy czarno-białe. Strój jest nieznany.

## Sukcesy

### Trofea międzynarodowe
Nie uczestniczył w rozgrywkach europejskich (stan na 31-05-2020).

### Trofea krajowe
ZSRR
| \| \| Zdobyte trofea w rozgrywkach Związku Radzieckiego (stan na: 31-12-1992) \| |                                                                         |      |                                                   |
| Rozgrywki                                                                        | Osiągnięcie                                                             | Razy | Sezon(y)                                          |
| Mistrzostwo                                                                      | I miejsce                                                               | 0    |                                                   |
| Mistrzostwo                                                                      | II miejsce                                                              | 0    |                                                   |
| Mistrzostwo                                                                      | III miejsce                                                             | 0    |                                                   |
| Puchar                                                                           | zdobywca                                                                | 0    |                                                   |
| Puchar                                                                           | finalista                                                               | 0    |                                                   |
| Puchar                                                                           | 1/8 finału                                                              | 2    | 1962, 1969                                        |
| II liga                                                                          | I miejsce                                                               | 0    |                                                   |
| II liga                                                                          | II miejsce                                                              | 3    | 1956 (I zona), 1957 (I zona), 1960 (3 zona RFSRR) |
| II liga                                                                          | III miejsce                                                             | 2    | 1959 (3 zona), 1961 (4 zona RFSRR)                |
|                                                                                  | Zdobyte trofea w rozgrywkach Związku Radzieckiego (stan na: 31-12-1992) |      |                                                   |

- Trietja Gruppa/Klass B/Wtoraja liga (D3):
  - wicemistrz (2x): 1966 (I półfinał RFSRR), 1988 (3 zona)
  - 3.miejsce (1x): 1946 (północnokaukaska zona Rosyjskiej FSRR)

- Mistrzostwo Rosyjskiej FSRR:
  - mistrz (1x): 1955

- Mistrzostwo Ukraińskiej SRR:
  - 3.miejsce (1x): 1921 (jako reprezentacja miasta)

- Mistrzostwo Rosyjskiej FSRR wśród amatorów:
  - wicemistrz (1x): 1954

- Puchar ZSRR wśród amatorów:
  - finalista (1x): 1940

- Puchar Rosyjskiej FSRR wśród amatorów:
  - finalista (1x): 1950

- Mistrzostwo obwodu rostowskiego:
  - mistrz (9x): 1938, 1939, 1940, 1945, 1951, 1953, 1956, 1973, 1974

- Mistrzostwo guberni donieckiej:
  - mistrz (2x): 1921, 1922 1921 (jako reprezentacja miasta)

Rosja
| \| \| Zdobyte trofea w rozgrywkach Rosji (stan na: 31-05-2020) \| |                                                          |      |              |
| Rozgrywki                                                         | Osiągnięcie                                              | Razy | Sezon(y)     |
| · Mistrzostwo                                                     | I miejsce                                                | 0    |              |
| · Mistrzostwo                                                     | II miejsce                                               | 0    |              |
| · Mistrzostwo                                                     | III miejsce                                              | 0    |              |
| · Puchar                                                          | zdobywca                                                 | 0    |              |
| · Puchar                                                          | finalista                                                | 0    |              |
| · Puchar                                                          | 1/16 finału                                              | 1    | 1993         |
| II liga                                                           | I miejsce                                                | 0    |              |
| II liga                                                           | II miejsce                                               | 0    |              |
| II liga                                                           | III miejsce                                              | 0    |              |
| II liga                                                           | 12.miejsce                                               | 1    | 1992 (Zapad) |
| Rosja                                                             | Zdobyte trofea w rozgrywkach Rosji (stan na: 31-05-2020) |      |              |

- Wtoraja liga (D3):
  - 3.miejsce (2x): 1995 (Zapad), 1996 (Zapad)

- Pierwienstwo Rossii sredi LFK (D4):
  - 3.miejsce (1x): 2003 (Jug)

## Poszczególne sezony
ZSRR
Rosja

### Rozgrywki międzynarodowe

#### Europejskie puchary
Nie uczestniczył w rozgrywkach europejskich.

### Rozgrywki krajowe
ZSRR
| \| \| Bilans występów klubu w rozgrywkach piłkarskich Związku Radzieckiego (Stan na 31 grudnia 1992 r.) \| |                                                                                                   |        |       |   |   |   |    |    |     |                                  |        |        |      |
| Poziom | Rozgrywki                                                                                         | Sezony | Mecze | Z | R | P | B+ | B– | Pkt | Lata                             | Awanse | Spadki | Naj. |
| I | Wysszaja liga                                                                                     | 0      |       |   |   |   |    |    |     |                                  | 0      | 0      |      |
| II | Wtoraja gruppa/ Klass B/ Wtoraja gruppa A/ Pierwaja liga                                          | 11     |       |   |   |   |    |    |     | 1948–1949, 1956–1962, 1968–1969  | 0      | 3      | 2    |
| III | Trietja gruppa/ Klass B/ Wtoraja gruppa A/ Wtoraja liga                                           | 26     |       |   |   |   |    |    |     | 1946, 1963–1967, 1970–1989, 1991 | 2      | 2      | 2    |
| IV | Wtoraja nizszaja liga                                                                             | 1      |       |   |   |   |    |    |     | 1990                             | 1      | 0      | 1    |
| V | Gruppa D                                                                                          | 0      |       |   |   |   |    |    |     |                                  |        |        |      |
| | Puchar ZSRR                                                                                       | 18     |       |   |   |   |    |    |     | 1937–1990                        | 0      | 0      | 1/8  |
| | Bilans występów klubu w rozgrywkach piłkarskich Związku Radzieckiego (Stan na 31 grudnia 1992 r.) |        |       |   |   |   |    |    |     |                                  |        |        |      |

Rosja
| \| Rosja \| Bilans występów klubu w rozgrywkach piłkarskich Rosji (Stan na 31 maja 2020 r.) \| \| |                                                                                 |        |       |   |   |   |    |    |     |           |        |        |      |
| Poziom                                                                                            | Rozgrywki                                                                       | Sezony | Mecze | Z | R | P | B+ | B– | Pkt | Lata      | Awanse | Spadki | Naj. |
| I                                                                                                 | Wysszaja liga/ Wysszij diwizion/ Priemjer-liga                                  | 0      |       |   |   |   |    |    |     |           | 0      | 0      |      |
| II                                                                                                | Pierwaja liga/ Pierwyj diwizion/ Pierwienstwo FNL                               | 2      |       |   |   |   |    |    |     | 1992–1993 | 0      | 3      | 12   |
| III                                                                                               | Wtoraja liga/ Wtoroj diwizion/ Pierwienstwo PFL                                 | 7      |       |   |   |   |    |    |     | 1994–2000 | 2      | 2      | 2    |
| IV                                                                                                | Pierwienstwo Rossii sredi LFK                                                   | 4      |       |   |   |   |    |    |     | 2001–2004 | 0      | 0      | 3    |
|                                                                                                   | Puchar Rosji                                                                    | 9      |       |   |   |   |    |    |     | 1993–2000 | 0      | 0      | 1/16 |
| Rosja                                                                                             | Bilans występów klubu w rozgrywkach piłkarskich Rosji (Stan na 31 maja 2020 r.) |        |       |   |   |   |    |    |     |           |        |        |      |

## Struktura klubu

### Stadion
Klub piłkarski rozgrywał swoje mecze domowe na stadionie Torpiedo w Taganrogu o pojemności 4000 widzów.

## Kibice i rywalizacja z innymi klubami

### Derby
- Łucz Azow
- SKA Rostów nad Donem
- Szachtior Szachty